# Thérèse Coffey
Thérèse Anne Coffey, née le 18 novembre 1971 à Billinge, est une femme politique britannique du Parti conservateur.
Elle est députée à la Chambre des communes de 2010 à 2024, et secrétaire d'État à l'Environnement, à l'Alimentation et aux Affaires rurales d'octobre 2022 à novembre 2023.
De septembre à octobre 2022, elle est la première femme à occuper la fonction de vice-Premier ministre. Elle entre à la chambre des Lords le 17 janvier 2025.

## Biographie

### Jeunesse et formation
Née le 18 novembre 1971 à Billinge, dans le Lancashire, Thérèse Coffey grandit à Liverpool. Elle étudie à St Mary's College, à Crosby, à St Edward's College, à Liverpool, au Somerville College, à Oxford, puis à l'University College de Londres, où elle obtient un doctorat en chimie en 1998.

### Début de carrière politique
Aux élections générales de 2005, elle se présente comme candidate du Parti conservateur dans la circonscription de Wrexham au Pays de Galles. Elle termine troisième avec 6 079 voix (soit 20 % des voix).
Aux élections au Parlement européen de juin 2004, Coffey se présente pour la Circonscription d'Angleterre du Sud-Est. Le parti conservateur obtient 35,2 % des voix, soit quatre sièges, mais Coffey étant la septième sur la liste dans ce système de représentation proportionnelle, elle n'est pas élue.
En 2009, lors des élections européennes, Coffey vit à Andover, dans le Hampshire et manque d'un point d'être élue au Parlement européen pour la région du Sud-Est. Le parti conservateur obtient 34,79 % des suffrages, soit quatre sièges, mais elle est placée en cinquième position sur la liste.

### Carrière parlementaire
Après avoir été choisie le 6 février 2010 comme candidate conservatrice à Suffolk Coastal, elle quitte Hampshire pour s'installer à Westleton. Le révérend David Miller, vice-président des libéraux démocrates locaux, soulève des questions sur le statut de sa résidence, affirmant que « l'adresse dans laquelle Mme Coffey réside actuellement est une location de vacances » en référence à sa propriété de Westleton. Elle est propriétaire d'un appartement et possède en partie une maison, tous deux situés dans le Hampshire et est locataire d'une maison à Westleton.
Lors des élections générales de 2010, elle obtient le siège côtier du Suffolk, devenant ainsi la première femme députée de sa circonscription. Elle recueille 25 475 voix (soit 46,4 % des voix). Elle est membre du groupe Free Enterprise.
Elle est membre du comité de la culture, des médias et des sports de juillet 2010 à octobre 2012, lorsqu'elle est nommée secrétaire parlementaire privé de Michael Fallon, ministre des Affaires, de l'Innovation et des Compétences et de l'Énergie.
Le 6 juillet 2011, Coffey défend Rebekah Brooks dans le scandale du piratage téléphonique par le journal News of the World. Elle déclare qu'une « chasse aux sorcières » se développe contre Brooks et que « le simple fait de dire qu'elle était rédactrice en chef du journal à l'époque ne constitue pas une preuve suffisante contre elle ». Elle devient membre de la commission d'enquête de la commission culture, médias et sports sur le scandale du piratage informatique en 2012. Au sein de ce comité, elle refuse d'appuyer toute motion critiquant Rupert et James Murdoch. Cependant, plus tard, elle rejoint la majorité de son parti en votant pour l'attribution de dommages-intérêts exemplaires afin de dissuader toute mauvaise conduite de la presse.
En juillet 2014, elle est nommée whip adjoint du gouvernement, puis cheffe adjointe de la Chambre des communes le 11 mai 2015. Elle siège également au comité de vérification environnementale.

### Prises de positions
La décision de Coffey de rédiger un article pour le groupe Free Enterprise recommandant de faire payer aux retraités la sécurité sociale au Royaume-Uni provoque une réaction brutale parmi les électeurs âgés, qui remarquent que dans un environnement économique déjà difficile, il était injuste de taxer davantage les retraités. Elle est obligée de reculer, en affirmant qu'il ne s'agissait que d'une proposition.
Elle est également critiquée par les résidents du Suffolk pour son soutien à la proposition du gouvernement de vendre les forêts et les terres boisées publiques en 2011. Les manifestants font valoir que « l'expérience antérieure nous montre que lorsque des propriétaires privés arrivent, ils ferment les parkings et rendent l'accès aussi difficile que possible ». Bien que Coffey ait voté pour le projet de loi, la proposition a depuis été abandonnée par le gouvernement.

### Carrière gouvernementale
Le 17 juillet 2016, elle est nommée sous-secrétaire d'État parlementaire à l'Environnement et aux Opportunités de la Vie rurale. Quand Boris Johnson devient Premier ministre en juillet 2019, elle est promue au rang de ministre d'État, avec les mêmes responsabilités.
Après la démission d'Amber Rudd le 7 septembre 2019, elle la remplace au poste de secrétaire d'État au Travail et aux Retraites.
Après la nomination de Liz Truss comme Première ministre le 6 septembre 2022, elle devient vice-Première ministre du Royaume-Uni et secrétaire d'État à la Santé et à la Protection sociale dans le nouveau gouvernement. Elle est la première femme à occuper la fonction de vice-Premier ministre.
Elle est nommée pair à vie et entre à la chambre des Lords le 17 janvier 2025.